# La notte delle beffe
Pour plus de détails, voir Fiche technique et Distribution.
La notte delle beffe est une comédie italienne réalisée par Carlo Campogalliani et sortie en 1939.
Le scénario est adapté de la pièce de théâtre en trois actes Il Passatore, d'Alberto Donini (it) et Guglielmo Zorzi (it), datant de 1937.

## Fiche technique
- Titre original italien : La notte delle beffe[1],[2] (litt. « La nuit des canulars »)
- Réalisateur : Carlo Campogalliani
- Scénario : Sergio Amidei, Aldo Vergano d'après la pièce Il Passatore (1937), d'Alberto Donini (it) et Guglielmo Zorzi (it)
- Photographie : Piero Pupilli
- Montage : Carlo Campogalliani, Ignazio Ferronetti
- Musique : Ettore Montanaro (it)
- Décors :	Nino Maccarones
- Production : Michele Macchia, Alfonso Ruo
- Société de production : Iris Film
- Pays de production :  Royaume d'Italie
- Langue originale : italien
- Format : Noir et blanc - 1,37:1 - Son mono - 35 mm
- Durée : 68 minutes
- Genre : Comédie
- Dates de sortie :
  - Royaume d'Italie : 11 décembre 1939

## Distribution
- Amedeo Nazzari : Capatosta
- Dria Paola : Giulietta
- Maurizio D'Ancora : Filippo
- Elli Parvo : Maria
- Olga Capri : Assunta
- Ernesto Almirante : Francesco Acquaviva
- Achille Majeroni (it) : Righetti
- Giovanni Petti : Gennaro
- Andrea Checchi : Giorgio Albini
- Arnaldo Arnaldi : Pallotta
- Giuseppe Pierozzi : Pietro
- Oscar Andriani : faux brigand
- Lia Orlandini : Ersilia
- Alberto Sordi : Bentivoglio
- Mario Lodolini : étudiant
- Guglielmo Sinaz (en) :
- Lina Tartara Minora :
- Domenico Serra (it) :
- Eugenio Duse :
- Giuseppe Rinaldi :